# Louha
Pour les articles homonymes, voir Louga (homonymie).
La Louha (en ukrainien et en russe : Луга ; en polonais : Ług) est une rivière d'Ukraine et un affluent en rive droite du Boug occidental, dans le bassin hydrographique de la Vistule, donc un sous-affluent de la Vistule par le Narew.

## Géographie
La Louha arrose l'oblast de Volhynie dans l'ouest de l'Ukraine. La rivière a une longueur d'environ 81 km. Elle prend sa source à une altitude d'environ 207 m.
La Louha traverse les villes de Volodymyr, Oustylouh.